# توماس تشارلز فاولر
توماس تشارلز فاولر (بالإنجليزية: Thomas Charles Fuller)‏ هو محامي وقاضي وسياسي أمريكي، ولد في 27 فبراير 1832 في فاييتفيل في الولايات المتحدة، وتوفي في 20 أكتوبر 1901.